# Cheerleading

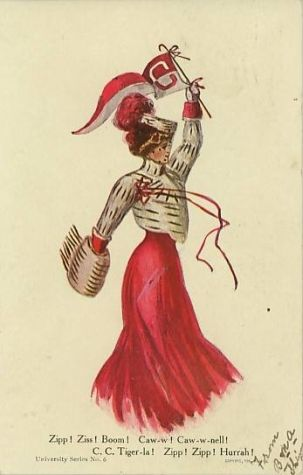
Cheerleaderka w roku 1906. Ubranie nie różniło się od codziennego

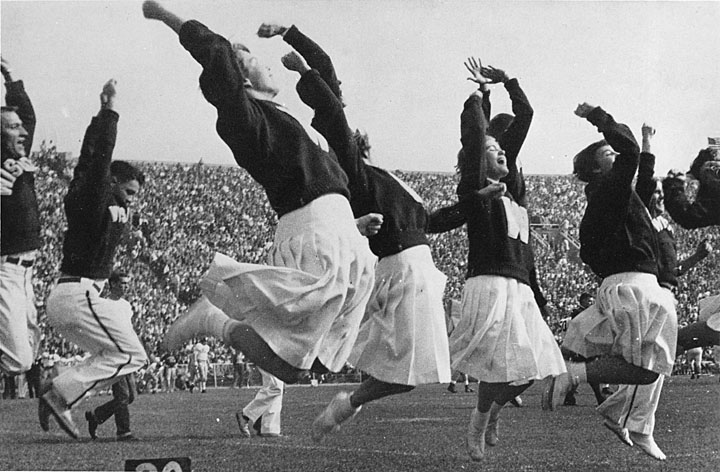
Cheerleaderki w roku 1948 miały długie spódnice

Cheerleading (ang. przewodzenie dopingowaniu) – zorganizowane układy składające się z elementów gimnastyki, tańca i akrobacji wykonywane w celu kibicowania zespołom sportowym w czasie meczów. Także osobna dyscyplina sportu. Cheerleading najpopularniejszy jest w Stanach Zjednoczonych, ale przyjął się też w wielu innych krajach.
W USA ta forma dopingu związana jest przede wszystkim z futbolem amerykańskim i z koszykówką. W sportach takich jak piłka nożna, hokej na lodzie, siatkówka czy wrestling występuje rzadko. W baseballu jedyną drużyną wspieraną przez cheerleaderki są Miami Marlins.
Jest on również uznawany według wielu czasopism oraz internetu za sport ekstremalny (z uwagi na dużą liczbę wypadków), stąd regulacje dotyczące bezpieczeństwa.
Od 2013 roku Międzynarodowa Unia Cheerleadingu (ICU) jest członkiem SportAccord – międzynarodowej federacji sportowej uznanej przez Międzynarodowy Komitet Olimpijski na podstawie Karty Olimpijskiej. Polskim przedstawicielem w ICU jest Polski Związek Sportowy Cheerleadingu – www.pzsc.pl

## Historia
Początki cheerleadingu datuje się na lata 80. XIX wieku, gdy na Princeton University okrzykami wspierano miejscowy zespół futbolu amerykańskiego. W roku 1894 absolwent Princeton Thomas Peebles wprowadził ideę zorganizowanego dopingowania do Uniwersytetu Minnesoty. W 1898 student Johnny Campbell zaczął dyrygować dopingiem stojąc przed kibicami. W ten sposób został pierwszym cheerleaderem (dosł. przewodzącym dopingowaniu).
Choć obecnie szacuje się, że 97% osób zajmujących się cheerleadingiem w USA to kobiety, idea ta rozpoczęła się od zespołów męskich. Panie zaczęły brać udział w zorganizowanym dopingu w latach 20. XX wieku w związku z ograniczoną możliwością uprawiania odpowiednich dla nich sportów na uczelniach. W tym samym okresie do zorganizowanego kibicowania dołączono elementy gimnastyki i akrobacji.